# Стек протоколов
Стек протоколов — это иерархически организованный набор сетевых протоколов, достаточный для организации взаимодействия узлов в сети. Протоколы работают в сети одновременно, значит работа протоколов должна быть организована так, чтобы не возникало конфликтов или незавершённых операций. Поэтому стек протоколов разбивается на иерархически построенные уровни, каждый из которых выполняет конкретную задачу —  подготовку, приём, передачу данных и последующие действия с ними. 
Количество уровней в стеке меняется в соответствии с конкретным стеком протоколов. Протоколы нижних уровней часто реализуются комбинацией программных и аппаратных средств, а протоколы верхних уровней, как правило, программными средствами.
Существует достаточное количество стеков протоколов, широко применяемых в сетях. Наиболее популярные стеки протоколов: OSI международной организации по стандартизации, TCP/IP, используемый в сети Internet и во многих сетях на основе операционной системы UNIX, IPX/SPX фирмы Novell, NetBIOS/SMB, разработанный фирмами Microsoft и IBM,  DECnet корпорации Digital Equipment, SNA фирмы IBM и некоторые другие.

## Стандартные стеки коммуникационных протоколов

### OSI
Важно различать модель OSI и стек протоколов OSI. В то время как модель OSI является концептуальной схемой взаимодействия открытых систем, стек OSI представляет собой набор спецификаций конкретных протоколов.
В отличие от других стеков протоколов, стек OSI полностью соответствует модели OSI, включая спецификации протоколов для всех семи уровней взаимодействия, определённых в этой модели:
| Стек протоколов OSI | Стек протоколов OSI               | Стек протоколов OSI                | Стек протоколов OSI                 | Стек протоколов OSI               | Стек протоколов OSI               | Стек протоколов OSI               |
| ------------------- | --------------------------------- | ---------------------------------- | ----------------------------------- | --------------------------------- | --------------------------------- | --------------------------------- |
| 7. Прикладной       | X.400                             | X.500                              | VTP                                 | FTAM                              | JTM                               | Другие                            |
| 6. Представления    | X.400                             | Протокол уровня представления OSI  | Протокол уровня представления OSI   | Протокол уровня представления OSI | Протокол уровня представления OSI | Протокол уровня представления OSI |
| 5. Сеансовый        | Сеансовый протокол OSI            | Сеансовый протокол OSI             | Сеансовый протокол OSI              | Сеансовый протокол OSI            | Сеансовый протокол OSI            | Сеансовый протокол OSI            |
| 4. Транспортный     | Транспортные протоколы OSI        | Транспортные протоколы OSI         | Транспортные протоколы OSI          | Транспортные протоколы OSI        | Транспортные протоколы OSI        | Транспортные протоколы OSI        |
| 3. Сетевой          | ES-IS, IS-IS, CONP, CLNP          | ES-IS, IS-IS, CONP, CLNP           | ES-IS, IS-IS, CONP, CLNP            | ES-IS, IS-IS, CONP, CLNP          | ES-IS, IS-IS, CONP, CLNP          | ES-IS, IS-IS, CONP, CLNP          |
| 2. Канальный        | Ethernet (OSI-8802.3, IEEE-802.3) | Token Bus (OSI-8802.4, IEEE-802.4) | Token Ring (OSI-8802.5, IEEE-802.5) | X.25                              | ISDN                              | FDDI (ISO-9314)                   |
| 1. Физический       | Ethernet (OSI-8802.3, IEEE-802.3) | Token Bus (OSI-8802.4, IEEE-802.4) | Token Ring (OSI-8802.5, IEEE-802.5) | HDLC LAP-B                        | ISDN                              | FDDI (ISO-9314)                   |

- На физическом и канальном уровнях стек OSI поддерживает протоколы Ethernet, Token ring, FDDI, а также протоколы LLC, X.25 и ISDN, то есть использует все разработанные вне стека популярные протоколы нижних уровней, как и большинство других стеков.
- Сетевой уровень включает сравнительно редко используемые протоколы Connection-oriented Network Protocol (CONP) и Connectionless Network Protocol (CLNP). Как следует из названий, первый из них ориентирован на соединение (connection-oriented), второй — нет (connectionless). Более популярны протоколы маршрутизации стека OSI: ES-IS (End System — Intermediate System) между конечной и промежуточной системами и IS-IS (Intermediate System — Intermediate System) между промежуточными системами.
- Транспортный уровень стека OSI в соответствии с функциями, определёнными для него в модели OSI, скрывает различия между сетевыми сервисами с установлением соединения и без установления соединения, так что пользователи получают требуемое качество обслуживания независимо от нижележащего сетевого уровня. Чтобы обеспечить это, транспортный уровень требует, чтобы пользователь задал нужное количество обслуживания.
- Службы прикладного уровня обеспечивают передачу файлов, эмуляцию терминала, службу каталогов и почту. Из них наиболее популярными являются служба каталогов (стандарт X.500), электронная почта (стандарт X.400), протокол виртуального терминала (VTP), протокол передачи, доступа и управления файлами (FTAM), протокол пересылки и управления работами (JTM).

### TCP/IP
Стек протоколов TCP/IP — набор сетевых протоколов, на которых базируется Интернет. Обычно в стеке TCP/IP верхние 3 уровня (прикладной, представления и сеансовый) модели OSI объединяют в один — прикладной. Поскольку в таком стеке не предусматривается унифицированный протокол передачи данных, функции по определению типа данных передаются приложению.  
Уровни стека TCP/IP:
1. Канальный уровень описывает каким образом передаются пакеты данных через физический уровень, включая кодирование (то есть специальные последовательности битов, определяющих начало и конец пакета данных).
2. Сетевой уровень изначально разработан для передачи данных из одной (под)сети в другую. Примерами такого протокола является X.25 и IPC в сети ARPANET. С развитием концепции глобальной сети в уровень были внесены дополнительные возможности по передаче из любой сети в любую сеть, независимо от протоколов нижнего уровня, а также возможность запрашивать данные от удалённой стороны.
3. Протоколы транспортного уровня могут решать проблему негарантированной доставки сообщений («дошло ли сообщение до адресата?»), а также гарантировать правильную последовательность прихода данных.
4. На прикладном уровне работает большинство сетевых приложений. Эти программы имеют свои собственные протоколы обмена информацией, например, HTTP для WWW, FTP (передача файлов), SMTP (электронная почта), SSH (безопасное соединение с удалённой машиной), DNS (преобразование символьных имён в IP-адреса) и многие другие.

Существуют разногласия в том, как вписать модель TCP/IP в модель OSI, поскольку уровни в этих моделях не совпадают. Упрощённо интерпретацию стека TCP/IP можно представить так:
| OSI              | TCP/IP | TCP/IP       |
| ---------------- | --- | ------------ |
| 7. Прикладной    | HTTP, FTP, Telnet, SMTP, DNS (RIP, работающий поверх UDP, и BGP, работающий поверх TCP, являются частью сетевого уровня), LDAP, RTP | Прикладной   |
| 6. Представления | HTTP, FTP, Telnet, SMTP, DNS (RIP, работающий поверх UDP, и BGP, работающий поверх TCP, являются частью сетевого уровня), LDAP, RTP | Прикладной   |
| 5. Сеансовый     | HTTP, FTP, Telnet, SMTP, DNS (RIP, работающий поверх UDP, и BGP, работающий поверх TCP, являются частью сетевого уровня), LDAP, RTP | Прикладной   |
| 4. Транспортный  | TCP, UDP, SCTP, DCCP (протоколы маршрутизации, подобные OSPF, что работают поверх IP, являются частью сетевого уровня)              | Транспортный |
| 3. Сетевой       | IP (вспомогательные протоколы, вроде ICMP и IGMP, но являются частью сетевого уровня; ARP не работает поверх IP)                    | Сетевой      |
| 2. Канальный     | Ethernet, Token Ring, и подобные | Канальный    |
| 1. Физический    | Ethernet, Token Ring, и подобные | Канальный    |

### IPX/SPX
Название стеку дали протоколы сетевого и транспортного уровней - Internetwork Packet Exchange (IPX) и Sequenced Packet Exchange (SPX). К сетевому уровню этого стека отнесены также протоколы маршрутизации RIP и NLSP. А в качестве представителей трёх верхних уровней на рисунке ниже приведены два популярных протокола: протокол удалённого доступа к файлам NetWare Core Protocol (NCP) и протокол объявления о сервисах Service Advertising Protocol (SAP).
| OSI              | IPX/SPX                             |
| ---------------- | ----------------------------------- |
| 7. Прикладной    | SAP, NCP                            |
| 6. Представления | SAP, NCP                            |
| 5. Сеансовый     | SAP, NCP                            |
| 4. Транспортный  | SPX                                 |
| 3. Сетевой       | IPX, RIP, NLSP                      |
| 2. Канальный     | Ethernet, Token Ring, FDDI и другие |
| 1. Физический    | Ethernet, Token Ring, FDDI и другие |

### NetBIOS/SMB
На физическом и канальном уровнях этого стека также задействованы уже получившие распространение протоколы, такие как Ethernet, Token Ring, FDDI, а на верхних уровнях — специфические протоколы NetBEUI (протокол расширенного пользовательского интерфейса NetBEUI — NetBIOS Extended User Interface) и SMB. NetBEUI разрабатывался как эффективный протокол, потребляющий немного ресурсов и предназначенный для сетей, насчитывающих не более 200 рабочих станций. Этот протокол содержит много полезных сетевых функций, которые можно отнести к транспортному и сеансовому уровням модели OSI, однако с его помощью невозможна маршрутизация пакетов. Это ограничивает применение протокола NetBEUI локальными сетями, не разделёнными на подсети, и делает невозможным его использование в составных сетях.
Протокол Server Message Block (SMB) поддерживает функции сеансового уровня, уровня представления и прикладного уровня. На основе SMB реализуется файловая служба, а также службы печати и передачи сообщений между приложениями.
| OSI              | NetBIOS/SMB                         |
| ---------------- | ----------------------------------- |
| 7. Прикладной    | SMB                                 |
| 6. Представления | SMB                                 |
| 5. Сеансовый     | NetBIOS                             |
| 4. Транспортный  | NetBIOS                             |
| 3. Сетевой       | Ethernet, Token Ring, FDDI и другие |
| 2. Канальный     | Ethernet, Token Ring, FDDI и другие |
| 1. Физический    | Ethernet, Token Ring, FDDI и другие |